# Segurant, o Cavaleiro do Dragão

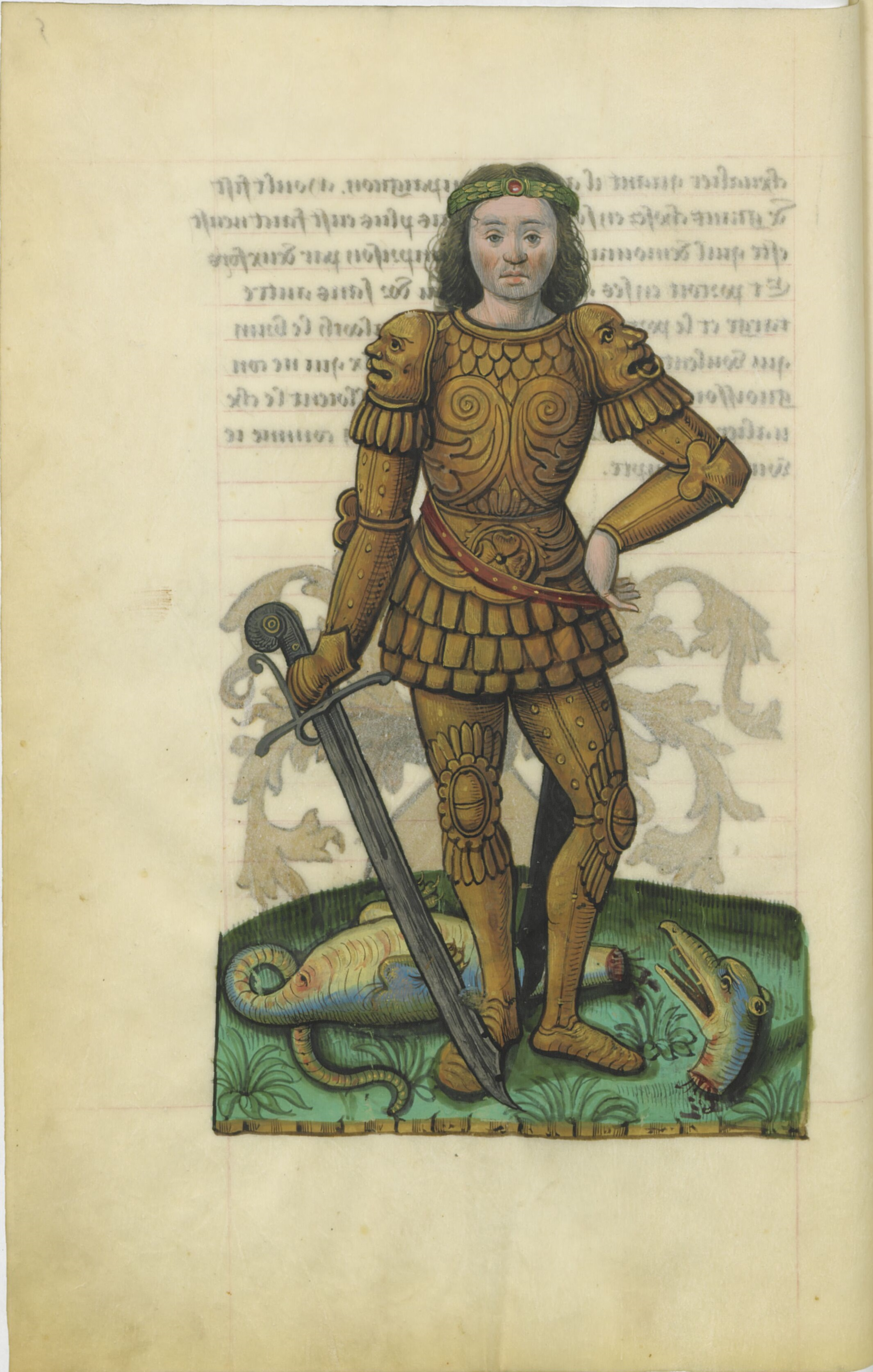
Ségurant e o dragão decapitado, ilustração de um Armorial da Távola Redonda do final do XV XV século (Biblioteca Arsenal, ms. 4976, fólio 5v)

Segurant, o Cavaleiro do Dragão é um conto medieval francês em prosa, contido no manuscrito 5229 da Biblioteca do Arsenal, que pode preservar em parte um romance arturiano perdido do final do século XIII, quanto o "conjunto narrativo" das continuações e variantes que dele derivam. Por muito tempo negligenciados ou esquecidos, esses textos puderam ser redescobertos graças ao trabalho de um arquivista paleógrafo, Emanuele Arioli, que editou e traduziu esses textos.

## A reconstrução do romance
Após localizar um vestígio em um manuscrito na Biblioteca do Arsenal que preservava as Profecias de Merlin, Emanuele Arioli reuniu fragmentos remanescentes das aventuras de Segurant, o Cavaleiro do Dragão, em diversas bibliotecas e arquivos europeus. Em um período de 10 anos, ele conseguiu reunir vinte e oito manuscritos na França, Itália, Alemanha, Bélgica, Suíça e Estados Unidos, o que lhe possibilitou reconstruir esse romance há muito esquecido.
A versão mais antiga conhecida deste romance foi escrita na Itália, em francês, entre 1240 e 1273. Várias continuações e reescritas surgiram entre o final do XIII XIII século e final do XV XV século . Os manuscritos também se estendem por vários séculos e provêm da França, da Itália e da Flandres; alguns são muito simples, outros ricamente ilustrados. Este conjunto romanesco, que teve grande sucesso, circulou na Itália, França, Grã-Bretanha e Espanha. .

## O personagem Segurant, o Cavaleiro do Dragão

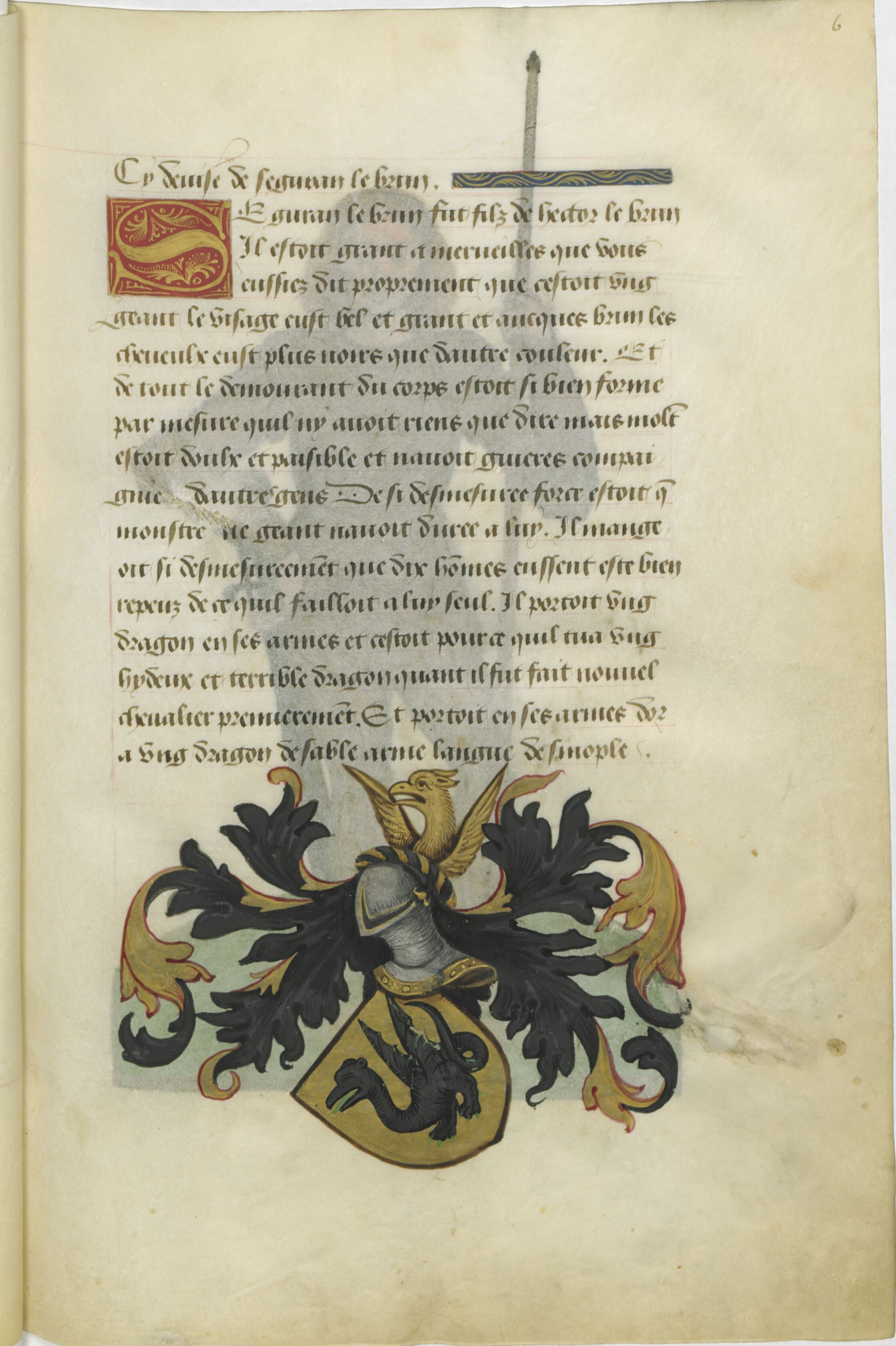
Armorial da Távola Redonda : Biblioteca do Arsenal, ms. 4976, folha 6r. Uma breve biografia do herói e seu brasão

O personagem de Segurant é mencionado no final da Idade Média nos Armoriais da Távola Redonda, que lista os cavaleiros da corte do Rei Arthur « na época em que juraram a busca do Santo Graal no Dia de Pentecostes [ sic ] » especifica o fólio 2 da Sra. 4976 preservado na Biblioteca do Arsenal. Assim, no fólio 6r deste Armorial, “ Ségurant le Brun, filho de Hector le Brun » é descrito como muito alto, quase um gigante. Seu cabelo era castanho beirando o preto. O rosto atraente, o corpo bem proporcionado. De temperamento gentil e pacífico, era bastante solitário. Sua força era excessiva e seu apetite insaciável. Ainda segundo este fólio 6r do Armorial, ele matou um dragão” Hyeux [sic]   e terrível » pouco antes de ser nomeado cavaleiro, e seus braços carregam um dragão de areia (preto) com língua de verte (verde), em um campo de ouro.
O romance de Segurant ocupa muitos lugares e personagens das lendas arturianas, inspirando-se particularmente nos romances medievais Lancelot em prosa e Tristão em prosa .
Seu nome pode ser comparado ao latim securus, “ protegido, seguro ", mas também nomes com conotações germânicas e nórdicas como Sigurd e Siegfried, dois caçadores de dragões, com quem, segundo Emanuele Arioli, Ségurant teria uma ligação .

## As aventuras de Segurant, o Cavaleiro do Dragão
Ségurant le Brun, filho de Hector, o Jovem, nasceu na ilha de Non Sachante, uma ilha selvagem onde seu avô, Galehaut le Brun, e seu irmão, Hector le Brun, naufragaram, enquanto fugiam de Vertiger, o usurpador do trono de Logres .

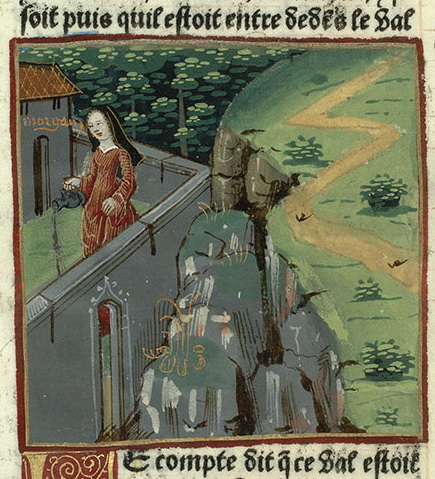
Miniatura representando Morgana espalhando seus encantos pelo Val sans Retour, trecho de Lancelot em prosa, por volta de 1494, Bibliothèque Mazarine.

O jovem Ségurant prova primeiro o seu valor numa caça ao leão, depois de ser nomeado cavaleiro pelo seu avô, deixa a sua ilha natal para desafiar o seu tio Galehaut, sobre quem vence numa justa  . A sua fama chegou à corte do Rei Artur que organizou um torneio em sua homenagem em Winchester  onde todos os cavaleiros da Távola Redonda puderam admirar as suas façanhas  . Mas a fada Morgane, temendo que o cavaleiro a impedisse de tomar o trono de Logres , fez aparecer durante o torneio um dragão - que não é outro senão o próprio diabo  - que o herói, abandonando o torneio, é forçado a prosseguir. O torneio é suspenso e os espectadores aguardam o regresso do herói que, depois de atravessar uma parede de fogo, embarca numa perseguição que o leva a outras aventuras que são objecto de diferentes versões, uma das quais as posteriores selam a história imaginando a morte do dragão  .
Posteriormente, todos aguardam o retorno do herói até que um enviado de Morgana convence Arthur de que Ségurant era apenas uma miragem causada por Morgana e pela feiticeira Sibylle, quando a corte de Arthur descobre que duzentos cavaleiros da Ilha do Desconhecimento estão procurando pelo herói, um novo enviado de Morgana convence os cavaleiros da Távola Redonda de que eles são mágicos e assim os dissuade de se juntarem a esta busca. Ségurant é então reduzido à categoria de seres lendários e relegado ao mundo da ilusão  .
Mesmo que encontremos o universo da lenda do Rei Arthur, o personagem se diferencia dos demais heróis arturianos, pela ausência da busca pelo Graal e pelo seu desinteresse pelas regras do amor cortês, o que o torna um herói profano e atípico. O romance também se distingue por uma dimensão cômica que anuncia a posterior evolução do gênero para a paródia, cujo culminar é Dom Quixote.

### Tradução
- Ségurant, le Chevalier au Dragon. Traduzido por Emanuele Arioli. [S.l.]: Les Belles Lettres. 2023. ISBN 9782251454535.

### Texto em francês antigo
- Arioli, Emanuele (2019). Ségurant ou Le chevalier au dragon. Col: Classiques français du Moyen Âge. [S.l.]: Honoré Champion. ISBN 978-2-7453-5053-4. EA19a.
- Arioli, Emanuele (2019). Ségurant ou le chevalier au dragon. Col: Classiques français du Moyen Âge. [S.l.]: Honoré Champion. ISBN 978-2-7453-5055-8. EA19b.

### Pesquisar

#### Funciona
- Arioli, Emanuele (2019). Ségurant ou le Chevalier au dragon : étude d’un roman arthurien retrouvé (Predefinição:Sp-s) 🔗. Col: Nouvelle Bibliothèque du Moyen Âge. [S.l.]: Honoré Champion. ISBN 2745351370. EA19c.
- [[Roman arthurien inédit (Predefinição:Sp-)|Arioli, Emanuele]] (2016). Ségurant ou le Chevalier au Dragon. Col: Histoire litteraire de la France. [S.l.]: Académie des inscriptions et belles-lettres. ISBN 978-2-87754-337-8 Verifique |author-link1= valor (ajuda).
- Koble, Nathalie (2009). Les prophéties de Merlin en prose. Col: Nouvelle bibliothèque du Moyen Âge (em francês). [S.l.]: Honoré Champion. ISBN 978-2-7453-1829-9.

#### Unid
- Emanuele Arioli, « Un héros aux mille visages : Ségurant le Brun, Sicurano lo Bruno, Segurades el Brun, Severause le Brewse… », dans Christine Ferlampin-Acher, Arthur en Europe à la fin du Moyen Âge : Approches comparées (1270-1530), Paris, Garnier, 2020 (ISBN 978-2-406-09871-3), p. 71-87.
- (en) Emanuele Arioli, « A Medieval Robinsonade : Ségurant or the Knight of the Dragon », dans Emmanuele Peraldo, 300 Years of Robinsonades, Cambridge Scholars Publishing, 2020 (ISBN 978-1-5275-4724-7), p. 31-41
- Nathalie Koble, « Un nouveau Ségurant Le Brun en prose ? : Le Manuscrit de Paris, Arsenal, Ms 5229, un roman arthurien monté de toutes pièces », dans Danielle Bohler (dir.), Le Romanesque aux XIVe et XVe siècles, Presses Universitaires de Bordeaux, coll. « Eidôlon », 2020 (ISBN 979-10-300-0527-1), p. 69–94.
- Emanuele Arioli, « Comment recréer un roman qui n’existe plus ? : Le cas de Ségurant ou le Chevalier au Dragon », dans Florian Besson, Julie Pilorget et Viviane Griveau-Genest (dirs.), Créateurs, créations, créatures au Moyen Âge, Paris, Sorbonne Université Presses, 2019 (ISBN 979-10-231-0652-7), p. 285-293.

#### Adaptações
- Arioli, Emanuele; Tanzillo, Emiliano (2023). Le chevalier au dragon. [S.l.]: Dargaud. ISBN 978-2-505-12016-2.
- Arioli, Emanuele (2023). Ségurant, le chevalier au dragon. [S.l.]: Seuil jeunesse. ISBN 979-10-235-1877-1.

- Marie Thiry (réalisation) (2022). Le Chevalier au Dragon : le roman disparu de la Table Ronde (Documentaire). ZED pour ARTE et Histoire TV. Consultado em 19 novembre 2023 Verifique data em: |acessodata= (ajuda)